# Dan Sjögren
Dan Sjögren (20 de marzo de 1934 - 20 de septiembre de 2010) fue un actor teatral, cinematográfico y televisivo de nacionalidad sueca.

## Biografía
Su nombre completo era Dan Holger Sjögren, y nació en Gotemburgo, Suecia. Dan Sjögren estudió en la escuela teatral del Pickwickklubben en 1950. Junto a otros jóvenes, entre ellos Birgitta Andersson y Ann-Marie Gyllenspetz, fundó el Atelierteatern en Gotemburgo en 1951. En 1953 también recibió formación teatral junto a Sven Wollter, debutando en 1955 en el Stadsteater de Gotemburgo. En los años 1961 a 1964 trabajó en el Stadsteater de Norrköping y Linköping, retornando después a Gotemburgo.
Entre los espectáculos en los cuales Sjögren participó en el Göteborgs Stadsteater figuran Comeback, The Grapes of Wrath, Jeppe på berget y La tempestad.
Como actor televisivo, trabajó en producciones como Polisen och domarmordet, Sjätte dagen, Hammarkullen, Hem till byn y Håll huvet kallt. Para la gran pantalla pudo ser visto en Sjön y En på miljonen. Uno de sus papeles relevantes fue el de un alcohólico en Hedebyborna en 1978–1982. Hizo también un original papel en el cortometraje En rikedom bortom allt förstånd (2000).
Dan Sjögren falleció en Alafors, Suecia, en el año 2010. Fue enterrado en el Cementerio Västra kyrkogården de Gotemburgo.

## Filmografía
- 1970 : Grisjakten
- 1972 : Ett nytt liv (TV)
- 1974 : Galenpannan (TV)
- 1975 : Gyllene år (TV)
- 1976 : Hem till byn (TV)
- 1978 : Hedebyborna (TV)
- 1979 : Skeppsredaren (TV)
- 1980 : Styv kuling (TV)
- 1981 : Stjärnhuset (TV)
- 1982 : Flygande service (TV)
- 1982 : Vi ses på Bråddvaj (TV)
- 1984 : Träpatronerna (TV)
- 1984 : Kaos är granne med Gud
- 1984 : Polisen som vägrade ge upp (TV)
- 1984 : Martin Frosts imperium
- 1985 : Rid i natt! (TV)
- 1986 : Gösta Berlings saga (TV)
- 1989 : Sparvöga (TV)
- 1990 : Bulan
- 1990 : Spänn mig för karlavagnen
- 1991 : Svidande affärer
- 1993 : Polisen och domarmordet (TV)
- 1994 : Håll huvet kallt (TV)
- 1995 : En på miljonen
- 1996 : Juloratoriet
- 1997 : Hammarkullen (TV)
- 1998 : Rena rama Rolf (TV)
- 1998 : Hela härligheten
- 1999 : Sjön
- 1999 : Offerlamm
- 1999 : Min gud varför har du övergivit mig!!??
- 2000 : En rikedom bortom allt förstånd
- 2000 : Sjätte dagen (TV)
- 2001 : En ängels tålamod (TV)
- 2001 : Motsols
- 2003 : Solbacken: Avd. E (TV)
- 2003 : De drabbade (TV)
- 2004 : Dit änglar vägra gå
- 2004 : Die Rache des Tanzlehrers (TV)
- 2004 : Danslärarens återkomst (TV)
- 2007 : Sanningen om Marika (TV)
- 2007 : Var ska jag ligga sen?
- 2009 : Rosenhill

## Teatro
- 1951 : Sex i elden, de Francis Swann, dirección de Josef Kornfeld, Atelierteatern[6]
- 1952 : Lyckliga dagar, de Claude-André Puget, dirección de Josef Kornfeld, Atelierteatern[7]
- 1952 : Albert och Julia, eller Kärleken efter döden, de Erik Johan Stagnelius, dirección de Ove Tjernberg, Atelierteatern[8]
- 1952 : Jag älskar, de Hans Peterson, dirección de Lars Barringer, Atelierteatern[9]
- 1953 : Syskon, de H.C. Branner, dirección de Hans Råstam, Atelierteatern[10]
- 1953 : Escorial, de Michel de Ghelderode, dirección de Lars Barringer, Atelierteatern[11]
- 1961 : Kataki, de Shimon Wincelberg, dirección de John Zacharias, Norrköping-Linköping stadsteater
- 1961 : Picknick på slagfältet, de Fernando Arrabal, dirección de Sture Ericson, Norrköping-Linköping stadsteater
- 1961 : Se ditt rätta jag, de Michael Shurtleff, dirección de Lars Barringer, Norrköping-Linköping stadsteater
- 1962 : Hederligt folk, de Paul Vincent Carroll, dirección de Bertil Norström, Norrköping-Linköping stadsteater
- 1962 : Andorra, de Max Frisch, dirección de Lars Barringer, Norrköping-Linköping stadsteater
- 1962 : La Farsa de Maître Pathelin, de David Augustin de Brueys y Jean de Palaprat, dirección de Lars Gerhard Norberg, Norrköping-Linköping stadsteater
- 1963 : Hamlet, de William Shakespeare, dirección de Lars Barringer, Norrköping-Linköping stadsteater
- 1963 : El sueño, de August Strindberg, dirección de Olof Molander, Norrköping-Linköping stadsteater
- 1964 : Blå tulpaner, de Françoise Sagan, dirección de John Zacharias, Norrköping-Linköping stadsteater
- 1964 : Marius, de Marcel Pagnol, dirección de Bertil Norström, Norrköping-Linköping stadsteater